# Karl Bücher

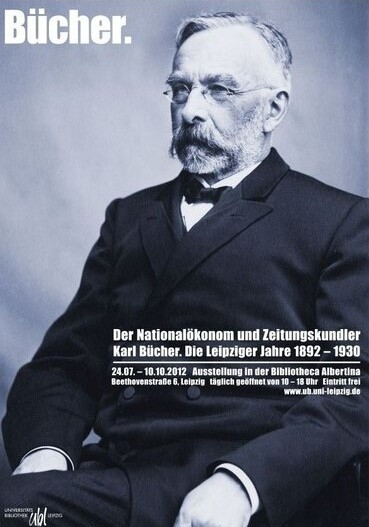
Der deutsche Nationalökonom und Zeitungskundler Karl Bücher, 1847–1930. Ausstellungsplakat 2012, Aufnahme um 1910.

Karl Wilhelm Bücher, selten auch Carl (* 16. Februar 1847 in Kirberg, Herzogtum Nassau; † 12. November 1930 Leipzig), war ein deutscher Nationalökonom. Er war einer der Gründerväter der Zeitungswissenschaft in Europa. Innovativ waren auch seine Beiträge zur Arbeitssoziologie (Arbeit und Rhythmus) und Wirtschaftsgeschichte (Die Entstehung der Volkswirtschaft). Außerdem beschäftigte er sich mit reziproken Vorgängen in der Gesellschaft. Er gilt als Erfinder des Gesetzes der Massenproduktion.

## Biografie

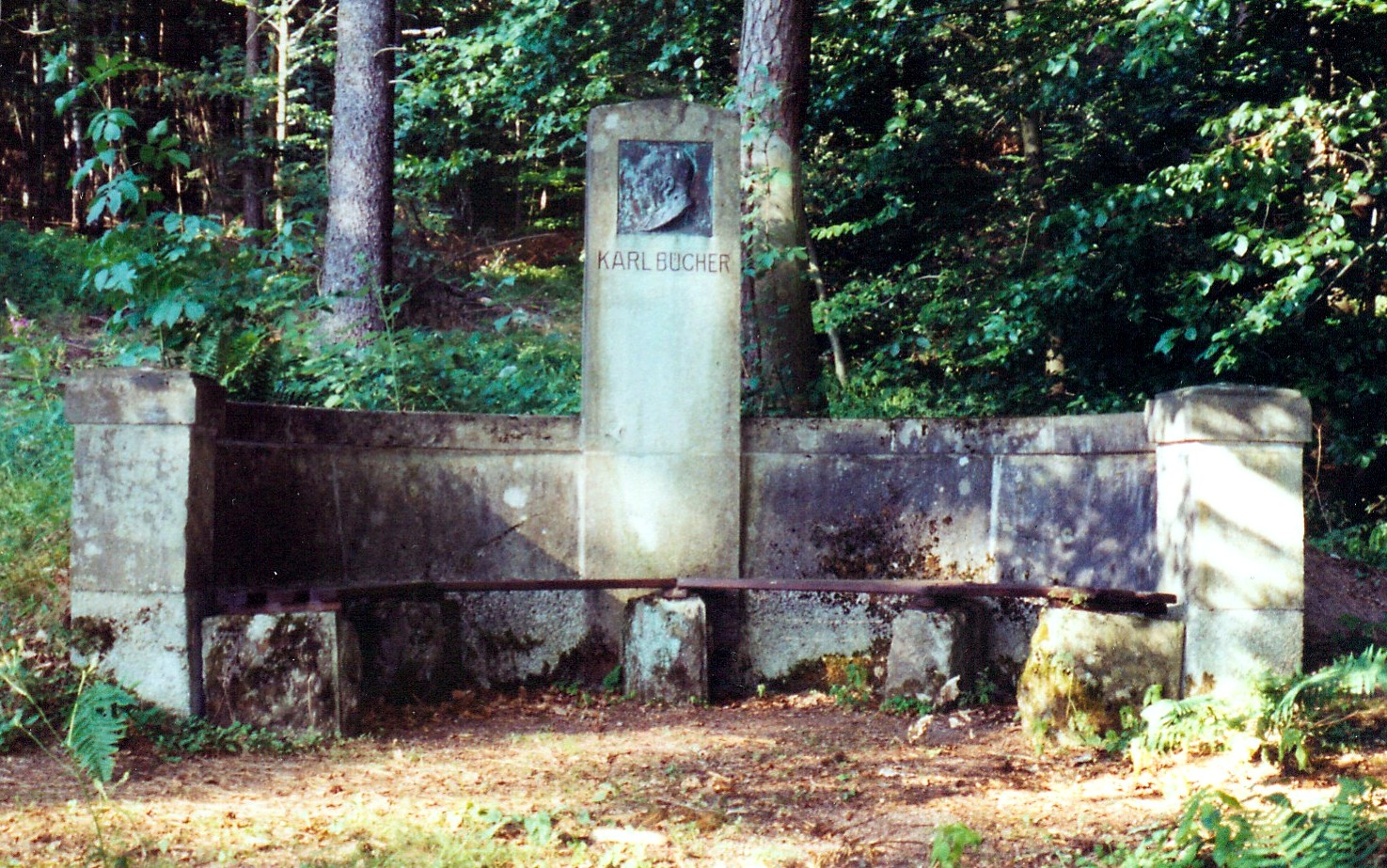
Karl-Bücher-Denkmal in Bad Liebenstein

Bücher war der Sohn des Bürstenmachermeisters Friedrich Bücher, der in Kirberg eine kleinindustrielle Fertigung und Landwirtschaft betrieb, und dessen Frau Christiane. Karl Bücher besuchte von 1863 bis 1866 das Gymnasium in Hadamar. An den Universitäten Bonn und Göttingen studierte er Alte Geschichte und Philologie. Nach der Promotion, die er 1870 ablegte, bestand er 1872 die Staatsprüfung und arbeitete im Probejahr als Lehrer in Dortmund. Von 1873 bis 1878 war er Lehrer an der Wöhlerschule in Frankfurt am Main, deren Trägerin die Polytechnische Gesellschaft war. Während dieser Zeit betrieb er über seine Lehrertätigkeit hinaus nationalökonomische Studien.
1878 nahm Bücher ein Angebot des Herausgebers der Frankfurter Zeitung, Leopold Sonnemann, an und wurde dort Redakteur des sozial- und wirtschaftspolitischen Ressorts. Aus einem immer stärker zu Tage tretenden Interesse für die sozial- und wirtschaftspolitischen Fragen am Beginn der Ära Bismarck fasste er eine Habilitation ins Auge. 1881 erhielt er an der Ludwig-Maximilians-Universität München die Venia legendi für Nationalökonomie und Statistik. Nach Ordinariaten an den Universitäten Dorpat und Basel und an der Technischen Hochschule Karlsruhe folgte er 1892 einem Ruf nach Leipzig, er lehrte dort bis 1917.
Von 1901 bis 1923 war er Herausgeber der Zeitschrift für die gesamte Staatswissenschaft, in der er selbst viele Aufsätze veröffentlichte.
1903 veröffentlichte Karl Bücher die Denkschrift „Der deutsche Buchhandel und die Wissenschaft“, die einen Höhepunkt im nach ihm benannten Bücher-Streit darstellte. Darin kritisierte er die Buchpreisbindung, weil sie eine Kartellbildung begünstige und Druckerzeugnisse verteuere.
Büchers nationalökonomisches Werk ist charakteristisch für die Erkenntnisperspektive der „jüngeren Historischen Schule“ in der Nationalökonomie. Diese hatte zum Ziel, den zeitgenössischen Problemen durch die Rekonstruktion ihrer historischen Wurzeln auf die Spur zu kommen. Dafür steht auch Büchers „Wirtschaftsstufentheorie“, die er in dem Werk darstellte, mit dem er als Nationalökonom Ansehen und Berühmtheit erlangte, seiner zweiteiligen Aufsatzsammlung „Die Entstehung der Volkswirtschaft“ (1893, 1918).
Wenig bekannt ist, dass Bücher zusammen mit Johann Friedrich Schär der Erfinder der (heute so genannten) Break-even-Analyse ist. Er formulierte das Gesetz der Massenproduktion.
Nach seiner Emeritierung widmete Bücher sich dem Feld, das ihn zeit seines Lebens – praktisch in seinen Jahren als Journalist der Frankfurter Zeitung, theoretisch in seiner nationalökonomischen Lehre – begleitet hat: der Zeitungswissenschaft. 1916 errichtete er an der Universität Leipzig das erste Institut für Zeitungskunde in Deutschland. Das Ziel des Institutes war, den angehenden Journalisten eine akademisch fundierte und ebenso berufsvorbereitende wie zeitungsfachliche Ausbildung zu ermöglichen, um damit das Niveau der Presse zu heben. Andererseits wollte er für die Presse eine Stätte der ernsten wissenschaftlichen Forschung schaffen. 1926 gipfelten seine Bemühungen für das Fach in der Einrichtung der ersten ordentlichen Professur für Zeitungskunde, auf die Erich Everth berufen wurde.
Er wurde im Kolumbarium auf dem Südfriedhof Leipzig (Nische II/25) beigesetzt. Die Urne wurde Anfang der 1990er Jahre gestohlen.
Der Außenpolitiker und Industrielle Hermann Bücher war sein Neffe.

## Ehrungen
- Seine Studenten bauten ihm in Bad Liebenstein im Wald in der Nähe seines Sommerdomizils („Mein Belvedere“) ein Denkmal.[1]
- Die Karl-Bücher-Straßen wie in Bremen-Mahndorf und Leipzig-Paunsdorf wurden nach ihm benannt.
- 2018 richtete die Universität Leipzig im Institut für Kommunikations- und Medienwissenschaften an der Fakultät für Sozialwissenschaften und Philosophie die „Karl-Bücher-Gastprofessur für die Zukunft des Journalismus“ ein. Die ersten Inhaber waren Constantin Blaß und Julia Bönisch.[2]

## Schriften
- Die Aufstände der unfreien Arbeiter 143–129 v. Chr. Sauerländer, Frankfurt a. M. 1874 (Digitalisat – Internet Archive)
- Die Bevölkerung von Frankfurt am Main im XIV. und XV. Jahrhundert, social-statistische Studien, Laupp, Tübingen 1886, (Digitalisat – Internet Archive)
- Arbeitsteilung und soziale Klassenbildung, 1892, Neuausgabe Frankfurt 1946
- Die Entstehung der Volkswirtschaft, Laupp, Tübingen 1893 Digitalisat und Volltext im Deutschen Textarchiv; zahlreiche Auflagen bis 1925, Nachdrucke der ergänzten siebten Auflage (Tübingen 1910) Paderborn 2011, ISBN 978-3-86383-058-8 und o. O., o. J. (2010) ISBN 978-1-147-88553-8; Nachdruck der 10. korrigierten und erweiterten Auflage o. O., o. J. (2009) ISBN 978-1-117-28054-7 Digitalisat (10. A.)
- Arbeit und Rhythmus, Teubner, Leipzig 1899
- Der deutsche Buchhandel und die Wissenschaft, Teubner, Leipzig 1903
- Ordnungen und Urkunden zur Geschichte des Buchgewerbes. Leipzig 1903.
- „Die Anonymität in der Presse“. In: Zeitschrift für die gesamte Staatswissenschaft 72. Band, 1916, S. 289–327  Digitalisat
- „Eine Schicksalsstunde der akademischen Nationalökonomie“ In: Zeitschrift für die gesamte Staatswissenschaft 73. Band, 1917/18, S. 255–293 Digitalisat
- „Die wirtschaftliche Reklame“. In: Zeitschrift für die gesamte Staatswissenschaft 73. Band, 1917/18, S. 461–483 Digitalisat
- Die deutsche Tagespresse und die Kritik. Tübingen 1917.[3]
- „Das Intelligenzwesen“. In: Zeitschrift für die gesamte Staatswissenschaft, 75. Band 1920/21, S. 326–345 Digitalisat
- „Zur Frage der Pressereform“. In: Zeitschrift für die gesamte Staatswissenschaft 76. Band, Heft 3, 1921, S. 296–331 Digitalisat
- „Zur Geschichte des Zeitungs-Abonnements“. In: Zeitschrift für die gesamte Staatswissenschaft, 78. Band 1924, S. 3–18 Digitalisat
- „Der Vertrieb der Zeitungen“. In: Zeitschrift für die gesamte Staatswissenschaft, 78. Band 1924, S. 221–258 Digitalisat
- „Buchbesprechungen“. In: Zeitschrift für die gesamte Staatswissenschaft, 78. Band 1924, S. Digitalisat
- Die Frauenfrage im Mittelalter. 2., verbesserte Auflage, Tübingen 1910. Digitalisat
- Die Kultur der Gegenwart : Das Zeitungswesen. Hrsg.  Paul Hinneberg, B. G. Teubner, Leipzig und Berlin 1906, S. 481–517 Digitalisat, 2. Auflage 1912: S. 512–555, auch als Gesammelte Aufsätze zur Zeitungskunde (1926, siehe unten) Digitalisat
- Die Berufe der Stadt Frankfurt am Main im Mittelalter, (= Abhandlungen der Philologisch-Historischen Klasse der Königlich-Sächsischen Gesellschaft der Wissenschaften. Band 30, 3). Teubner, Leipzig 1914. Digitalisat
- Gemeinsam mit Benno Schmidt: Frankfurter Amts- und Zunfturkunden bis zum Jahre 1612. 2 Bände (= Veröffentlichungen der Frankfurter Historischen Kommission Band 6, 1–2). Frankfurt am Main 1914–1915.
- Lebenserinnerungen, Laupp, Tübingen 1919 (nur Bd. 1 erschienen)
- Zur Frage der Pressereform, Mohr, Tübingen 1922
- Gesammelte Aufsätze zur Zeitungskunde. Verlag der H. Laupp’schen Buchhandlung, Tübingen 1926 Digitalisat darin: „Die Grundlagen des Zeitungswesens“ (1906/12), „Zur Geschichte des Zeitungsabonnements“ (Vortrag, Sächsische Akademie der Wissenschaften 1923, auch in ZfdgStw 1924), „Das Intelligenzwesen“ (1920, auch in ZfdgStw 1920/21), „Die Anonymität in den Zeitungen“ (1916/17, auch in ZfdgStw 1916), „Buchbesprechungen“ (1924, auch in ZfdgStw 1924), „Der Zeitungs-Vertrieb“ (1924, auch in ZfdgStw 1924),  „Die Reklame“ (1917, auch in ZfdgStw 1917/18), „Der Krieg und die Presse“ (Vortrag, Universität Leipzig 1915), „Die deutsche Tagespresse und die Kritik“ (1915/17), „Zur Frage der Preßreform“ (, auch in ZfdgStw 1924)
- Arbeitsteilung und soziale Klassenbildung, Vittorio Klostermann, Frankfurt am Main 1946

## Ausstellungen
- Der Nationalökonom und Zeitungskundler Karl Bücher. Die Leipziger Jahre 1892 bis 1930, Bibliotheca Albertina, Leipzig, 2012